# Campion cruciferus
Campion cruciferus is een insect uit de familie van de Mantispidae, die tot de orde netvleugeligen (Neuroptera) behoort. 
Campion cruciferus is voor het eerst wetenschappelijk beschreven door Navás in 1914.